# La Rochelle (Haute-Saône)
La Rochelle é uma comuna francesa na região administrativa de Borgonha-Franco-Condado, no departamento de Alto Sona. Estende-se por uma área de 4,23 km². Em 2010 a comuna tinha 40 habitantes (densidade: 9,5 hab./km²).